# Mormodes speciosa
Mormodes speciosa är en orkidéart som beskrevs av Jean Jules Linden, John Lindley och Joseph Paxton. Mormodes speciosa ingår i släktet Mormodes och familjen orkidéer.
Artens utbredningsområde är Colombia. Inga underarter finns listade i Catalogue of Life.